# أليزيه بارون
أليزيه بارون (بالفرنسية: Alizée Baron)‏ هي متزحلقة حرة فرنسية، ولدت في 6 أغسطس 1992 في مونبلييه في فرنسا.

## وصلات خارجية
- الموقع الرسمي
- أليزيه بارون على موقع الاتحاد الدولي للتزلج (التزلج على المنحدرات الثلجية) (الإنجليزية)
- أليزيه بارون على موقع الاتحاد الدولي للتزلج (التزلج الحر) (الإنجليزية)
- أليزيه بارون على موقع اللجنة الأولمبية الدولية (الإنجليزية)
- أليزيه بارون على موقع أوليمبيديا (الإنجليزية)
- أليزيه بارون على موقع اللجنة الأولمبية الفرنسية (مؤرشف) (الفرنسية)
- أليزيه بارون على موقع ألعاب إكس (مؤرشف) (الإنجليزية)